# Bychawa (herb szlachecki)
Bychawa – polski herb szlachecki, nieznany z wizerunku, jeden z herbów wymienionych w akcie unii horodelskiej. 
Według Kaspra Niesieckiego, herb Bychawa to w rzeczywistości herb Kuszaba. Zdania tego nie podzielają jednak źródła współczesne.

## Opis herbu
Nie zachował się żaden historyczny opis ani wizerunek herbu.

## Geneza
Herb ten jest wymieniony z nazwy wśród herbów, które w 1413 w ramach unii horodelskiej miały być przeniesione na Litwę. Do rodu Bychawów miał wówczas być adoptowany bojar litewski o imieniu Monstold. Nie wiadomo jakie godło herbowe posiadał ród Bychawów (przy akcie brak jest pieczęci, która najprawdopodobniej zaginęła).
Według Władysława Semkowicza, jeśli zawołanie rodu pozostaje w związku z nazwą Bychawy lubelskiej, to należy zwrócić uwagę, że w XV wieku, Bychawę zasiedlali Jastrzębczykowie−Łazęki. 
Franciszek Piekosiński dopuszcza możliwość pomyłki pisarskiej notariusza nadwornego spisującego akt horodelski, który mógł błędnie zapisać proklamację Kuszaba jako Bychawa. Zwraca on też uwagę, że o proklamacji Bychawa żadne źródła średniowieczne nie wspominają, jeśli by więc taki ród Bychawów rzeczywiście istniał, to musiałby on być niewielki i trudno byłoby wytłumaczyć, dlaczego taki ród zostałby dopuszczony do udzielenia swego herbu Litwinom (gdy pominięte zostały takie znaczne rody jak Starychkoni czy Korabiów).
Kasper Niesiecki powołując się na Stryjkowskiego, który miał herb Bychawa nazywać „Ruchaba”, utożsamił go z herbem Paprzyca, czyli Kuszabą. 
Joachim Lelewel wskazuje, że nazwę herbu w akcie horodelskim można czytać przez „B”, „K” lub „R”, a odczytano ją jako Kuszabę. Trafniejsze byłoby według niego odczytanie nazwy jako Ruch-aba tzn. Rochawa (w nazwie ma występować raczej „Roch” niż „Kusza”; „ch” nie odpowiada „sz” kuszy).
Seweryn Uruski napisał o Montowtach (Montowtowiczach) herbu Pobóg odmieniony (których pisano też Monstold, Montold, Montowtowicz), że ich przodkiem miał być Montowt - pan litewski, który na sejmie w Horodle wziął herb Bychawę. Herb ten, za jego czasów już nie używany, miał być według niego właśnie odmianą Poboga (a nie herbu Roch jak chciał tego Lelewel).
Według Piotra Nałęcza Małachowskiego herb ten tożsamy jest z herbem Dołęga, bo Bychawscy właśnie takim herbem się pieczętowali.

## Herbowni
Identyczność nazwiska nie musi oznaczać przynależności do danego rodu herbowego. Przynależność taką mogą bezspornie ustalić wyłącznie badania genealogiczne.
Pełna lista herbownych nie jest dziś możliwa do odtworzenia, także ze względu na zniszczenie i zaginięcie wielu akt i dokumentów w czasie II wojny światowej (m.in. w czasie powstania warszawskiego w 1944 spłonęło ponad 90% zasobu Archiwum Głównego w Warszawie, gdzie przechowywana była większość dokumentów staropolskich). Nazwisko znajdujące się w artykule pochodzi z Rocznik Towarzystwa Heraldycznego we Lwowie, Władysława Semkowicza. Występowanie na liście nazwiska nie musi oznaczać, że konkretna rodzina pieczętowała się herbem Bychawa. Często te same nazwiska są własnością wielu rodzin reprezentujących wszystkie stany dawnej Rzeczypospolitej, tj. chłopów, mieszczan, szlachtę. Znane jest nam tylko jedno nazwisko uprawnione do używania herbu Buchawa, należy ono do wspomnianego wcześniej, adoptowanego w Horodle bojara: 

Monstold